# Eupristina koningsbergeri
Eupristina koningsbergeri är en stekelart som beskrevs av Grandi 1916. Eupristina koningsbergeri ingår i släktet Eupristina och familjen fikonsteklar. Inga underarter finns listade i Catalogue of Life.